# جفری کلارک دیویس
جفری کلارک دیویس (به انگلیسی: Geoff Davis) (زاده ۲۶ اکتبر ۱۹۵۸) تاجر، سیاستمدار و نماینده سابق ایالات متحده در حوزه انتخابیه چهارم کنتاکی  است که از سال ۲۰۰۵ تا ۲۰۱۲ خدمت کرده است. او یکی از اعضای حزب جمهوری‌خواه است. این ناحیه شامل ۲۴ شهرستان در بخش شمال شرقی ایالت است که از حاشیه منطقه لوئیزویل تا مرز ویرجینیای غربی امتداد دارد. با این حال، اکثر آرای آن در شهرستان‌های هم‌مرز با سینسیناتی داده می‌شود. در ۱۵ دسامبر ۲۰۱۱، دیویس اعلام کرد که به دنبال انتخاب مجدد در سال ۲۰۱۲ نخواهد بود. او در ۳۱ ژوئیه ۲۰۱۲ استعفای خود را از کنگره اعلام کرد.
دیویس در مونترال، کبک، کانادا از پدر و مادر آمریکایی به دنیا آمد. پس از فارغ‌التحصیلی از دبیرستان، در ارتش ایالات متحده ثبت نام کرد و بعداً برای آکادمی نظامی ایالات متحده در وست پوینت قرار گرفت. در وست پوینت، دیویس امنیت ملی و امور بین‌الملل و همچنین زبان عربی را مطالعه کرد. او در ارتش ایالات متحده به عنوان افسر هوانوردی خدمت کرد و در نهایت فرمانده پرواز هلیکوپتر تهاجمی در لشکر ۸۲ هوابرد شد. دیویس همچنین عملیات هوایی ارتش ایالات متحده را برای اجرای صلح بین اسرائیل و مصر اداره می‌کرد. در طول دوران حرفه ای خود در ارتش ایالات متحده، او به هر دو مدرک چترباز ارشد و تکاور دست یافت.